# Жак Кастело
Жак Кастело (фр. Jacques Castelot, народився як Жак Марі Поль Елуа Стормс) (11 липня 1914 — 25 серпня 1989) — французький кіноактор. Він знявся у більш ніж 80 фільмах між 1938 і 1982 роками. Його братом був письменник Андре Кастело, а їхнім батьком був художник-символіст Моріс Шабас. З 1940 по 1945 рік він був одружений з актрисою і театральним режисером Хеленою Боссі (псевдонім Генрієтти Берти Бланш Берріо).

## Вибрана фільмографія
- 1943 — Він приїхав у День всіх святих / Le voyageur de la Toussaint
- 1945 — Діти райка / Les Enfants du paradis
- 1954 — Граф Монте-Крісто / Le comte de Monte-Cristo)
- 1964 — Анжеліка, маркіза янголів